# Futurologia
Futurologia (niem. Futurologie, od łac. futurus ‘przyszły’), in. prognostyka, studia nad przyszłością – dyscyplina wiedzy zajmująca się historycznie przewidywaniem i prognozowaniem przyszłości, m.in. w dziedzinie techniki, przyrostu naturalnego, gospodarki, geopolityki, kultury czy też środowiska przyrodniczego, a współcześnie analizą możliwych przyszłości i wyobrażeń na ich temat.

## Historia
Termin „futurologia” wymyślił i wprowadził w 1943 roku Ossip K. Flechtheim, a jedne z pierwszych badań w tym nurcie prowadził wojskowy Think tank RAND Corporation. W Europie futurologia pod państwowym mecenatem rozwijała się od 1962 roku, gdy rząd Francji powołał grupę „Roku 1985”, która miała za zadanie analizować informacje o przyszłości kraju i formułować rekomendacje polityczne. Wkrótce w Wielkiej Brytanii powstał projekt Mankind 2000, a 1964 w USA, powołana przez Amerykańską Akademię Sztuk i Nauk „Komisja roku 2000”. Równolegle futurologia rozwijała się w kręgach pozarządowych, a kamieniem milowym tego nurtu było powstanie w 1966 r. World Future Society, organizacji futurologicznej dopuszczającej do członkostwa obywateli wielu państw Zachodu. W Polsce badaniami przyszłości zajął się Komitet Badań i Prognoz „Polska 2000” przy prezydium Polskiej Akademii Nauk. Większość z tych ośrodków prognozowało znaczne przełomy społeczne, techniczne, naukowe.
Obecnie futurologia jako nauka mająca ambicje „poznania” przyszłych społeczeństw, skłonna rościć sobie prawo do przepowiadania struktury społecznej za kilkadziesiąt budzi kontrowersje. Z jednej strony, wiele historycznych prognoz sprawdziło się, z drugiej strony, wiele okazało się chybionych, i brak jest naukowych wniosków, które pozwoliłyby podnieść jakość prognoz. Złożoność i emergentność rzeczywistości społecznej jest zbyt duża, by można było zapewnić istotną poprawę trafności długoterminowych prognoz. 

### Trafne prognozy długoterminowe
Raport Granice Wzrostu z 1972, opracowany na zlecenie Klubu Rzymskiego przez Dennisa Meadowsa, Donellę Meadows, Jørgena Randersa oraz Williama W. Behrensa, można wskazać jako przykład trafności długoterminowych prognoz ilościowych. Najnowsze badania nad przewidywaniami z tego raportu wskazują, że dwa spośród czterech przedstawionych scenariuszy są zbliżone do obserwowanych danych i wskazują na zatrzymanie dobrobytu, żywności i produkcji przemysłowej w ciągu następnej dekady.
Amerykański futurolog Alvin Toffler trafnie prognozował w latach 80. XX w., że wykorzystanie technologii komunikacyjnych i komputerów umożliwi telepracę, co znalazło potwierdzenie we współczesności.
Francuski filozof polityki Alexis de Tocqueville w swojej słynnej dziewiętnastowiecznej książce O demokracji w Ameryce zapowiadał nieuchronność konfrontacji pomiędzy Stanami Zjednoczonymi a Rosją, która w XX wieku przybrała postać zimnej wojny:

Żyją dzisiaj na ziemi dwa wielkie narody, które zdają się zmierzać ku jednym
celom. Są to Rosjanie i Anglo-amerykanie. Wszystkie inne narody zatrzymały się już w miejscu lub rozwijają się z największym wysiłkiem — one zaś lekko i pospiesznie kroczą ku potędze, której granic umysł ludzki nie potrafi przewidzieć... Ich punkty wyjścia są różne i odmienne są ich drogi, lecz na mocy tajemnych planów Opatrzności zdają się powołani do tego, by kiedyś w rękach każdego z nich znalazły się losy połowy świata.

### Niesprawdzone prognozy długoterminowe
Paul Kennedy przytacza słowa Thomasa Malthusa, który boleje na początku XVIII wieku nad przyszłością Ziemi, prognozując katastrofę związaną z niewystarczającą podażą żywności wobec rosnącej liczby ludności. Kennedy pyta, dlaczego proroctwa się nie ziściły i podaje trzy sprawy, których Malthus nie wziął pod uwagę: emigracja ludności z Wysp Brytyjskich, wzrost wydajności rolnictwa na świecie i pierwszy etap rewolucji przemysłowej.
Innym często cytowanym przykładem są brytyjskie i amerykańskie prognozy ze schyłku XIX w., w myśl których, jeśli ówczesne tempo wzrostu pogłowia koni utrzyma się, to nie da się zapewnić żadnego rozwiązania zagospodarowania końskiego łajna na ulicach i w nieunikniony sposób pokryje ono grubą warstwą ulice rozwijających się miast; autorzy prognoz nie wzięli pod uwagę tego, że mogą pojawić się takie rozwiązania (kolej, samochód, traktor etc.), które wyeliminują konie z transportu i rolnictwa.

## Futurologia jako nauka
Futurologia jest określana bardzo różnie, a jej przewidywania negowane lub wręcz wyśmiewane. Próby określenia czym tak naprawdę ta dziedzina nauki jest były podejmowane wielokrotnie. Można zaryzykować stwierdzenie, że futurologia jest dziedziną wiedzy, czerpiącą z metodologii badań społecznych i historycznych. Na tej podstawie można nazwać ją historią przyszłości lub socjologią przyszłości, która w przeciwieństwie do socjologii klasycznej nie bada społeczeństw z perspektywy statycznej, tylko dynamicznej. Innymi słowy jest nastawiona na hipotez na temat przyszłości oraz możliwych zmian w formułowaniu tychże, a nie "faktów" na temat przyszłości, które nie są dostępne poznawczo.

### Cele
- Dla nauk społecznych futurologia stanowi „generator scenariuszy”, który służy do penetracji wyróżnionych zagadnień, dla szerzej rozumianych obszarów badawczych;
- Dla praktyki zarządzania w sektorze publicznym i prywatnym, jest źródłem hipotez i pomocą w formułowaniu długoterminowych celów zmiany społecznej[15];
- Może pełnić role ostrzegawcze zaniechania bądź kontynuowania określonych procesów i zachęty do przełamywania intuicyjnego determinizmu, korzystania z wolności w kształtowaniu przyszłości, która jest otwarta[16][15];
- Może służyć jako ideologiczne uzasadnienie panującej formacji, narzedzie propagandy;
- Może służyć jako „wabik” dla społeczeństwa, w celu realizacji określonych zamierzeń władzy[17].

### Metodologia
Intuicyjnie najprzystępniejszą metodą „badania przyszłości” jest przede wszystkim analiza współczesnych i przeszłych zjawisk, na podstawie obserwacji społeczeństwa, mediów i wyodrębnienie z nich najważniejszych tzw. trendów przeznaczonych do badania i penetracji. Innym sposobem są metody czysto matematyczne, jak rachunek prawdopodobieństwa, a także symulacje komputerowe, które na podstawie określonych danych formułują koncepcje przyszłości. Poza tymi dwiema tradycyjnymi, redukcjonistycznymi metodologiami badania przyszłości: przez analogię oraz przez modelowanie statystyczne sytuują się metody foresightowe, które opierają się na analizie jakościowej, heurystycznej, skupionej nie tylko na formułowaniu prognoz, lecz także na analizie tychże, co w ogólnej metodologii nauk można zakwalifikować do badań "świata trzeciego" wg podziału Karla Poppera.

## Futurologia alogika
Problem futurologii, polega na zdefiniowaniu i określeniu przyszłości i rozwiązania problemu czy ona istnieje już obecnie (determinizm) jako jednoznacznie określona czy też nie. Jan Łukasiewicz przytacza dwa argumenty za determinizmem: fizyczna zasada przyczynowości oraz logiczna zasada wyłączonego środka ({\displaystyle p\vee \sim p,} czyli „tautologią jest twierdzenie, że albo p albo nie p”). Oba obala, zaczynając od pierwszej, twierdząc, że nie jest prawdą iż jeśli {\displaystyle p} to nieskończony ciąg przyczyn tego faktu, musi sięgać chwili teraźniejszej i każdej chwili przeszłej. Ciąg ten może mieć swą granicę dolną w chwili, która jest późniejsza od teraźniejszej, a więc jeszcze nie nadeszła. Taki ciąg więc – konkludując – nie musi posiadać początku a jedynie dążyć do jakiejś chwili {\displaystyle t,} będąc nieskończonym.
Zasadę wyłączonego środka Łukasiewicz obala postulując wprowadzenie trzeciej wartości logicznej (logika dwuwartościowa posługuje się tylko wartościami prawdy i nieprawdy), która wyrażałaby „możliwość”. Innymi słowy, możliwe jest, że jakaś osoba będzie w domu, w kawiarni, w szpitalu, a ta możliwość nie determinuje faktu, że cała przyszłość jest z góry ustalona.
Aby zatem uprawiać futurologię, trzeba przyjąć założenie, że przyszłość istnieje w takim zakresie, w jakim jest zdeterminowana przez łańcuchy przyczynowo-skutkowe, które sięgają już naszej teraźniejszości, lub że istnieje jako metafora, w postaci prognoz i wizji indywidualnych osób lub grup społecznych.

## Futurologia jako narzędzie propagandy
Futurolodzy, będąc finansowanymi przez państwa mogła być im winna „przysługi” w postaci wykorzystywania swoich metod i autorytetu do podbudowywania statusu władzy w danym państwie. Łączyło się to jednak z zahamowaniem obiektywizmu i odejściem od pierwotnych idei. Przyszłość, w „futurologii państwowej” była ściśle dostosowana do potrzeb propagandowych danego kraju, była – jak nazywa to Lech Nijakowski – teraźniejszością w bogatych i dostojnych szatach. W Ameryce kreśliła wizję dobroczynnego i zbawiennego kapitalizmu, zaś w krajach bloku sowieckiego zwycięskiego komunizmu. Ujęcie to nie docenia jednak kontrkulturowych, alternatywnych, krytycznych i jawnie antysystemowych aspektów futurologii, które rozwijają się od lat 70. XX w., począwszy od dorobku prof. Jima Datora z Uniwersytetu Hawajskiego, a skończywszy na współczesnym nurcie "futures literacy".